# Jogos do Pacífico de 2015
Os Jogos do Pacífico de 2015 foram a décima-quinta edição do maior torneio multiesportivo dos países da Oceania. Aconteceram entre 4 de julho e 18 de julho em Porto Moresby, capital de Papua-Nova Guiné. Foi a terceira vez que a capital papuásia sediou os jogos, após ter recebido as edições de 1969 e 1991.
Esta edição marcou a estreia das delegações da Austrália e Nova Zelândia, que por decisão do Comitê dos Jogos do Pacífico proibia a participação dos mesmos, para evitar que as ditas nações por suas dimensões e desenvolvimento econômico não suprimissem o sucesso dos jogos. A Austrália e a Nova Zelândia contudo só puderam enviar atletas para as disputas da vela, taekwondo, râguebi de sete e halterofilismo, os quais as demais nações conseguem competir sem que haja grandes desigualdades.

## Eleição
Porto Moresby recebeu o direito de sediar os jogos em 2009, por ocasião da Assembleia Geral do Comitê dos Jogos do Pacífico, em Rarotonga, nas Ilhas Cook, após vencer a candidatura de Nuku'alofa, capital de Tonga, que posteriormente foi escolhida para sediar a edição de seguinte, em 2019. As Ilhas Salomão, Samoa Americana e Vanuatu também se candidataram para os jogos, mas não chegaram a rodada final.

## Participantes
Participaram 24 Comitês Olímpicos Nacionais afiliados aos Comitês Olímpicos Nacionais da Oceania.
O número total de países participantes foi recorde em relação a todas as edições dos torneio. Foram dois comitês a mais que a edição anterior, uma vez que os Comitês Olímpicos Nacionais da Austrália e Nova Zelândia foram autorizados a enviarem delegações para quatro esportes.
| - Austrália (43) (estreante) - Fiji (481) - Guam (148) - Ilhas Cook (132) - Marianas Setentrionais (26) - Ilhas Marshall (10) - Ilhas Salomão (287) - Kiribati (86) | - Estados Federados da Micronésia (44) - Nauru (130) - Ilha Norfolk (13) - Niue (22) - Nova Caledônia (354) - Nova Zelândia (49) (estreante) - Palau (14) - Papua-Nova Guiné (625) (sede) | - Samoa (405) - Samoa Americana (91) - Polinésia Francesa (273) - Tonga (236) - Tuvalu (101) - Toquelau (1) - Vanuatu (161) - Wallis e Futuna (64) |

## Calendário
28 esportes estiveram presentes em Porto Moresby. Com relação à edição passada, foram eliminados do programa o beisebol, o judô e o tiro com arco, ao mesmo tempo em que retornaram o Rúgbi de Toque (esta será a primeira vez na história do evento em que as três variações do rúgbi estarão presentes em uma edição do evento), o netball e softbol.
| OC | Cerimônia de abertura | ● | Evento | ● | Qualificatória olímpica | 1 | Final | CC | Cerimônia de encerramento |

| Julho                | Julho                | 3 Sex. | 4 Sáb. | 5 Dom. | 6 Seg. | 7 Ter. | 8 Qua. | 9 Qui. | 10 Sex. | 11 Sáb. | 12 Dom. | 13 Seg. | 14 Ter. | 15 Qua. | 16 Qui. | 17 Sex. | 18 Sáb. | Eventos |
| -------------------- | -------------------- | ------ | ------ | ------ | ------ | ------ | ------ | ------ | ------- | ------- | ------- | ------- | ------- | ------- | ------- | ------- | ------- | ------- |
| Cerimônias           | Cerimônias           |        | OC     |        |        |        |        |        |         |         |         |         |         |         |         |         | CC      |         |
| Atletismo            | Atletismo            |        |        |        |        |        |        |        |         |         |         | 5       | 11      | 7       | 14      | 9       | 2       | 48      |
| Basquetebol          | Basquetebol          |        |        |        |        |        |        |        |         |         | 2       |         |         |         |         |         |         | 2       |
| Boxe                 | Boxe                 |        |        |        |        |        |        |        |         |         |         |         |         |         |         |         | 13      | 13      |
| Lawn Bowls           | Lawn Bowls           |        |        |        |        |        |        |        |         |         |         |         |         | 4       |         |         | 4       | 8       |
| Canoa Polinésia      | Canoa Polinésia      |        |        |        | 4      | 4      |        |        | 2       | 2       |         |         |         |         |         |         |         | 12      |
| Críquete             | Críquete             |        |        |        |        |        |        |        |         | 1       |         |         |         |         |         |         | 1       | 2       |
| Fisiculturismo       | Fisiculturismo       |        |        |        |        |        |        |        |         |         |         | 9       |         |         |         |         |         | 9       |
| Futebol              | Futebol              |        |        |        |        |        |        |        |         |         |         |         |         |         | 1       | 1       |         | 2       |
| Golfe                | Golfe                |        |        |        |        |        |        |        |         |         |         |         |         |         |         |         | 4       | 4       |
| Hóquei sobre a grama | Hóquei sobre a grama |        |        |        |        |        |        |        |         |         |         |         |         |         |         |         | 2       | 2       |
| Karatê               | Karatê               |        |        |        |        |        |        |        |         |         |         | 9       | 6       |         |         |         |         | 15      |
| Halterofilismo       | Halterofilismo       |        |        | 4      | 4      | 4      | 3      |        | 15      |         |         |         |         |         |         |         |         | 30      |
| Natação              | Natação              |        |        |        | 7      | 6      | 7      | 7      | 6       | 7       | 2       |         |         |         |         |         |         | 42      |
| Netball              | Netball              |        |        |        |        |        |        |        |         |         |         |         |         |         |         |         | 1       | 1       |
| Rúgbi                | Rúgbi                |        |        |        |        | 2      |        |        | 3       | 1       | 1       |         |         |         |         |         |         | 7       |
| Softball             | Softball             |        |        |        |        |        |        |        |         |         |         |         |         |         |         | 1       |         | 1       |
| Squash               | Squash               |        |        |        |        |        |        | 2      |         |         |         |         | 2       |         | 2       | 1       |         | 7       |
| Taekwondo            | Taekwondo            |        |        |        |        |        |        |        |         |         |         |         |         |         | 7       | 8       | 2       | 17      |
| Tênis                | Tênis                |        |        |        |        |        |        | 2      |         |         |         |         |         |         | 3       | 2       |         | 7       |
| Tênis de mesa        | Tênis de mesa        |        |        |        | 1      |        | 2      | 2      | 2       |         |         |         |         |         |         |         |         | 7       |
| Tiro                 | Tiro                 |        |        |        |        |        |        |        |         | 6       |         |         |         |         |         |         |         | 6       |
| Triatlo              | Triatlo              |        |        | 2      |        |        |        |        |         |         |         |         |         |         |         |         |         | 2       |
| Vela                 | Vela                 |        |        |        |        |        |        |        |         | 6       |         |         |         |         |         |         |         | 6       |
| Vôlei                | Vôlei                |        |        |        |        |        |        |        |         |         |         |         |         |         |         |         | 2       | 2       |
| Vôlei de praia       | Vôlei de praia       |        |        |        |        |        |        |        |         |         |         |         |         |         |         | 2       | 2       |         |
| Total de eventos     | Total de eventos     | 0      | 0      | 7      | 16     | 16     | 12     | 13     | 28      | 22      | 3       | 23      | 19      | 11      | 27      | 22      | 33      | 254     |
| Total cumulativo     | Total cumulativo     | 0      | 0      | 7      | 23     | 39     | 51     | 64     | 92      | 114     | 119     | 142     | 161     | 172     | 199     | 221     | 254     |         |
| Julho                | Julho                | Sex. 3 | Sáb. 4 | Dom. 5 | Seg. 6 | Ter. 7 | Qua. 8 | Qui. 9 | Sex. 10 | Sáb. 11 | Dom. 12 | Seg. 13 | Ter. 14 | Qua. 15 | Qui. 16 | Sex. 17 | Sáb. 18 | Eventos |

## Quadro de Medalhas
O Quadro de medalhas dos Jogos do Pacífico de 2015 classifica os CONs da Oceania de acordo com o número de medalhas (ouro, prata, bronze) conquistadas.
A nação anfitriã conquistou o topo do quadro de medalhas ao conseguir um total de 165 medalhas, sendo 59 de ouro.
A Austrália e a Nova Zelândia participaram pela primeira vez nos jogos e conquistaram 47 e 20 medalhas no total, já Tuvalu que já havia participado em outras edições conquistou sua primeira medalha de ouro com o atleta Telupe Iosefa no halterofilismo.
      País sede.
| Ordem  | País                            | Medalha de ouro | Medalha de prata | Medalha de bronze | Total |
| ------ | ------------------------------- | --------------- | ---------------- | ----------------- | ----- |
| 1      | Papua-Nova Guiné                | 88              | 69               | 60                | 217   |
| 2      | Nova Caledônia                  | 59              | 50               | 56                | 165   |
| 3      | Polinésia Francesa              | 39              | 34               | 40                | 113   |
| 4      | Fiji                            | 33              | 44               | 37                | 114   |
| 5      | Samoa                           | 17              | 23               | 11                | 51    |
| 6      | Austrália                       | 17              | 19               | 11                | 47    |
| 7      | Nauru                           | 7               | 10               | 5                 | 22    |
| 8      | Ilhas Salomão                   | 7               | 6                | 15                | 28    |
| 9      | Tonga                           | 7               | 1                | 9                 | 17    |
| 10     | Ilhas Cook                      | 6               | 7                | 16                | 29    |
| 11     | Guam                            | 3               | 3                | 7                 | 13    |
| 12     | Kiribati                        | 3               | 1                | 5                 | 9     |
| 13     | Samoa Americana                 | 3               | 1                | 4                 | 8     |
| 14     | Estados Federados da Micronésia | 3               | 1                | 0                 | 4     |
| 15     | Vanuatu                         | 2               | 8                | 12                | 22    |
| 16     | Ilha Norfolk                    | 2               | 3                | 2                 | 7     |
| 17     | Nova Zelândia                   | 1               | 9                | 10                | 20    |
| 18     | Wallis e Futuna                 | 1               | 1                | 6                 | 8     |
| 19     | Tuvalu                          | 1               | 0                | 3                 | 4     |
| 20     | Niue                            | 0               | 1                | 1                 | 2     |
| 21     | Palau                           | 0               | 1                | 1                 | 2     |
| 22     | Ilhas Marshall                  | 0               | 0                | 5                 | 5     |
| 23     | Marianas Setentrionais          | 0               | 0                | 0                 | 0     |
| 23     | Toquelau                        | 0               | 0                | 0                 | 0     |
| Totais | Totais                          | 299             | 292              | 316               | 907   |